# Fovea costalis transversus

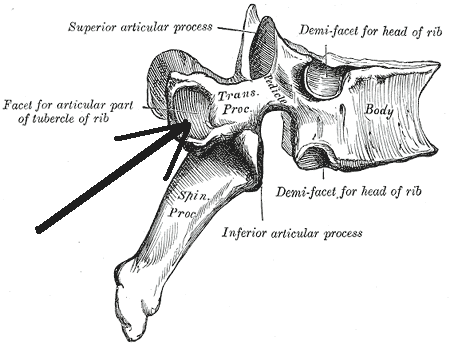
Egy hátcsigolya oldalról (a nyíl mutatja a borda illeszkedési helyét)

A fovea costalis transversus azon része a csigolyának ahova a borda illeszkedik. Ez a rész a csigolya processus transversus vertebrae-án található.